# 레이 유리
레이먼드 클래런스 "레이" 유리(영어: Raymond Clarence "Ray" Ewry, 1873년 10월 14일 ~ 1937년 9월 29일)은 미국의 육상 선수로 올림픽에서 8개의 금메달을 땄고 중간 올림픽(1906년에 아테네에서 열림)에서 2개의 금메달을 땄다. 이 덕분에 그는 가장 성공한 올림픽 참가 선수라는 수식어가 늘 따라다녔다.
유리는 인디애나주의 라페이엣에서 태어났으며 어렸을 때 소아마비 진단을 받았다. 그는 잠깐동안 휠체어에 앉아있었으며 휠체어 때문에 평생 마비된 채로 지낼 수도 있다는 불안감에 사로잡히기도 했다.
그러나 유리는 스스로 운동을 해서 병에서 떨궈냈다. 유리는 시그마 누 협회의 회원이 된 퍼듀 대학교에 입학했다. 퍼듀 대학교에서 공과 졸업장을 받은 후에는 뉴욕 선수 협회에 들어갔다. 그곳에서 그는 지금은 폐지된 종목인 제자리뛰기(제자리멀리뛰기, 제자리높이뛰기, 제자리세단뛰기)를 연마했다. 이 종목들은 멀리뛰기, 높이뛰기, 세단뛰기와는 다르게 도약을 하지 않는다.
유리는 자신이 세계 최고의 제자리뛰기 선수라는 것을 입증했다. 그는 파리에서 열린 1900년 하계 올림픽에 처음 참가했으며 제자리뛰기 종목을 휩쓸었다. 그리고 제자리뛰기 종목은 모두 똑같은 날(7월 16일)에 열리기도 했다.
1904년 하계 올림픽에서도 유리는 성공적으로 자신의 챔피언 타이틀을 방어했다. 세단뛰기 종목은 이 대회 이후로는 사라졌지만 유리는 남아있는 두 제자리뛰기 종목을 1906년 중간 올림픽과 1908년 하계 올림픽에서 성공적으로 방어했으며 10개의 금메달을 땄다. 이 중 2개는 중간 올림픽에서 딴 것이며 이 금메달 숫자는 2008년에 마이클 펠프스가 12개의 금메달을 따기 전까지 가장 많은 금메달을 딴 수였다. IOC는 자신들이 1906년 중간 올림픽을 조직했으나 현재는 이것을 정식 경기로 인정치 않고 있다. 그러나 대다수의 올림픽 역사학자들은 이것을 공식 경기로 여기고 있다. 1906년 대회에서 딴 금메달 수가 빠진다 하더라도 현재(2010년)기준으로 8개의 금메달을 획득, 세계에서 6번째로 금메달을 많이 가져간 선수이다. 제자리뛰기 종목은 1912년이후에는 정식 종목에서 제외되었다.
유리의 대단함은 제자리멀리뛰기에서 자신이 세운 세계 기록인 3.48m(11ft 5in)가 이 종목이 1930년대에 이르러서 국제적으로 진행되지 않게 될 때까지도 깨지지 않았다는 점이다.

## 같이 보기
- 올림픽 금메달리스트 다관왕 목록